# Samtgemeinde Fredenbeck
De Samtgemeinde Fredenbeck is een Samtgemeinde in de Duitse deelstaat Nedersaksen. Het is een samenwerkingsverband van 3 kleinere gemeenten in het midden van Landkreis Stade. Het bestuur is gevestigd in Fredenbeck.
In het zuiden grenst de Samtgemeinde  aan de Samtgemeinde Harsefeld.

## Deelnemende gemeenten
- Deinste
- Fredenbeck
- Kutenholz

Agathenburg · 
Ahlerstedt · 
Apensen · 
Balje · 
Bargstedt · 
Beckdorf · 
Bliedersdorf · 
Brest · 
Burweg · 
Buxtehude · 
Deinste · 
Dollern · 
Drochtersen · 
Düdenbüttel · 
Engelschoff · 
Estorf · 
Fredenbeck · 
Freiburg (Elbe) · 
Großenwörden · 
Grünendeich · 
Guderhandviertel · 
Hammah · 
Harsefeld · 
Heinbockel · 
Himmelpforten · 
Hollern-Twielenfleth · 
Horneburg · 
Jork · 
Kranenburg · 
Krummendeich · 
Kutenholz · 
Mittelnkirchen · 
Neuenkirchen · 
Nottensdorf · 
Oederquart · 
Oldendorf · 
Sauensiek · 
Stade · 
Steinkirchen · 
Wischhafen